# Plastocerus coronadi
Plastocerus coronadi is een keversoort uit de familie Plastoceridae. De wetenschappelijke naam van de soort is voor het eerst geldig gepubliceerd in 1941 door Knull.